# NGC 4003
NGC 4003 este o galaxie lenticulară situată în constelația Leul. A fost descoperită în 10 aprilie 1785 de către William Herschel. Se află la o distanță de 98,34 de megaparseci de Pământ.